# Live in London (álbum de Judas Priest)
Live in London es el cuarto álbum en directo de la banda británica de heavy metal Judas Priest, publicado en 2003 a través de SPV Records. Su grabación se llevó a cabo en el recinto Brixton Academy de Londres el 19 de diciembre de 2001, durante la gira Demolition World Tour. Es el último registro en vivo con el vocalista Tim "Ripper" Owens ya que a mediados de 2003 es despedido en buenos términos tras el regreso de Rob Halford a la banda.

## Antecedentes
En diciembre de 2001 mientras estaban en Japón como parte de la gira Demolition World Tour, el sello SPV les exigió que grabaran un nuevo álbum en vivo pero en Inglaterra. Es por ello que con solo semanas de anticipación, el equipo de producción de la banda organizó un concierto especial que se celebró el 19 de diciembre en Londres y que contó con Saxon como teloneros.
Para darle el valor agregado al concierto incluyeron a «Running Wild», «United» y «Turbo Lover» al listado de canciones, como también el tema «Feed on Me» de Demolition.

## Formato DVD
El 23 de septiembre de 2002 se lanzó en formato DVD que incluyó solo diecinueve canciones grabadas, también un breve documental titulado Demolition Time, la prueba de sonido de las canciones «Desert Plains», «Running Wild», «Turbo Lover», «The Sentinel» y «Machine Man» y el vídeo musical de «Lost and Found».

## Lista de canciones
Todas las canciones escritas por Rob Halford, Glenn Tipton y K.K. Downing, a menos que se indique lo contrario.

### Disco uno
| N.º | Título                                             | Escritor(es)                          | Duración |  |
| 1.  | «Metal Gods»                                       |                                       | 4:37     |  |
| 2.  | «Heading Out to the Highway»                       |                                       | 4:13     |  |
| 3.  | «Grinder»                                          |                                       | 4:04     |  |
| 4.  | «A Touch of Evil»                                  | Halford, Tipton, Downing, Tsangarides | 5:58     |  |
| 5.  | «Blood Stained»                                    | Tipton, Downing                       | 5:11     |  |
| 6.  | «Victim of Changes»                                | Al Atkins, Halford, Tipton, Downing   | 10:08    |  |
| 7.  | «The Sentinel»                                     |                                       | 5:31     |  |
| 8.  | «One on One»                                       | Tipton, Downing                       | 6:05     |  |
| 9.  | «Running Wild»                                     | Tipton                                | 3:19     |  |
| 10. | «The Ripper»                                       | Tipton                                | 3:31     |  |
| 11. | «Diamonds & Rust»                                  | Joan Báez                             | 4:13     |  |
| 12. | «Feed on Me»                                       | Tipton                                | 5:25     |  |
| 13. | «The Green Manalishi (With the Two-Pronged Crown)» | Peter Green                           | 4:51     |  |

### Disco dos
| N.º | Título                            | Escritor(es)       | Duración |  |
| 1.  | «Beyond the Realms of Death»      | Halford, Les Binks | 7:15     |  |
| 2.  | «Burn in Hell»                    | Tipton, Downing    | 5:22     |  |
| 3.  | «Hell Is Home»                    | Tipton, Downing    | 5:47     |  |
| 4.  | «Breaking the Law»                |                    | 2:47     |  |
| 5.  | «Desert Plains»                   |                    | 4:25     |  |
| 6.  | «You've Got Another Thing Comin'» |                    | 5:20     |  |
| 7.  | «Turbo Lover»                     |                    | 5:39     |  |
| 8.  | «Painkiller»                      |                    | 7:17     |  |
| 9.  | «The Hellion»                     |                    | 0:36     |  |
| 10. | «Electric Eye»                    |                    | 3:35     |  |
| 11. | «United»                          |                    | 2:55     |  |
| 12. | «Living After Midnight»           |                    | 5:13     |  |
| 13. | «Hell Bent for Leather»           |                    | 5:47     |  |

## Músicos
- Tim Owens: voz
- K.K. Downing: guitarra eléctrica
- Glenn Tipton: guitarra eléctrica
- Ian Hill: bajo
- Scott Travis: batería